# Banco de arena Ayungin
El Banco de arena Ayungin (en tagalo: Ayungin; en chino: 仁爱礁; en vietnamita: Bãi Cỏ Mây) es un  bajío y atolón deshabitado en el grupo de islas Spratly en el Mar del Sur de China, 105 millas náuticas (194 km; 121 millas)  al oeste de Palawan, Filipinas y reclamado por varias naciones. El territorio está militarmente ocupado por las Filipinas.
El Bajío es uno de los tres que en inglés recibió el nombre de Thomas Gilbert, el capitán del barco Charlotte que navegaba como un buque de transporte de la primera flota de Australia , y fue posteriormente parte de la East India Company:
- Primer banco de arena Thomas

09° 19′N 115° 56′E (Sur del segundo banco Thomas)
- Segundo banco de arena Thomas

09° 44′N 115° 52′E (SE de arrecife Mischief)
- Tercer banco de arena Thomas

10° 54′N 115° 56′E (NE de la Isla Plana - a cierta distancia del norte del segundo banco Thomas)